# Lion-Feuchtwanger-Preis
Der Lion-Feuchtwanger-Preis ist ein Literaturpreis für historische Prosa. Er wurde von 1971 bis 1992 jährlich verliehen; seitdem wird er unregelmäßig aus Anlass des Geburtstages von Lion Feuchtwanger am 7. Juli vergeben. Der Preis ist mit 7500 € dotiert und wird durch eine dreiköpfige Jury vergeben.
Der Preis wurde von Feuchtwangers Witwe Marta Feuchtwanger gestiftet und wurde bis zur Deutschen Wiedervereinigung von der Akademie der Künste der Deutschen Demokratischen Republik verliehen, danach von der vereinigten Akademie der Künste in Berlin. Von 1993 bis 1997 wurde der Preis nicht verliehen.

## Preisträger
- 1971: Hans Lorbeer
- 1972: Franz Fühmann
- 1973: Hedda Zinner
- 1974: Christa Johannsen
- 1975: Heinz Kamnitzer
- 1976: Rosemarie Schuder
- 1977: nicht verliehen
- 1978: Waldtraut Lewin
- 1979: Gerhard W. Menzel
- 1980: Jan Koplowitz
- 1981: Günter de Bruyn
- 1982: Heinz Bergschicker
- 1983: Gerhard Scheibner
- 1984: Kurt David
- 1985: Volker Ebersbach
- 1986: Heinz Knobloch
- 1987: Sigrid Damm
- 1988: Eckart Krumbholz
- 1989: Walter Beltz
- 1990: Horst Drescher
- 1991: Brigitte Struzyk
- 1992: Peter Härtling
- 1998: Eckart Kleßmann
- 2000: Michael Kleeberg
- 2002: Robert Menasse
- 2004: Edgar Hilsenrath
- 2009: Reinhard Jirgl
- 2024: Dieter Langewiesche[1]